# Gare d'Oriole
La gare d'Oriole est une gare de trains de banlieue à Toronto en Ontario. Elle est située sous le viaduc de l'autoroute 401, à l'ouest de Leslie Street, dans l'arrondissement de North York. Elle se trouve à environ un demi-kilomètre au sud de la station de métro Leslie sur la ligne 4 Sheppard de la Commission de transport de Toronto. La gare est desservie par des trains de banlieue de la ligne Richmond Hill de GO Transit.

## Situation ferroviaire
La gare d'Oriole est située à la borne 11,3 milles (18,2 km) de la ligne Subdivision Bala (en) du Canadien National, à voie unique, entre les gares d'Union de Toronto et d'Old Cummer.
Depuis la gare Union, les trains empruntent la subdivision Kingston sur environ 1500 mètres jusqu'à Cherry Street. C'est là que commence la subdivision Bala qui bifurque dans une courbe serrée en direction nord. Après avoir dépassé l'embranchement de la subdivision Belleville du CP, le train continue de circuler dans l'espace compris entre le prolongement de Bayview Avenue et la rivière Don. La ligne passe sous les ponts qui portent Queen, Dundas et Gerrard Street, puis sous une passerelle piétonne au parc Riverdale avant de passer sous le viaduc Prince-Édouard. Bientôt, la briqueterie Evergreen se trouve à l'ouest de la voie.
Après le viaduc Prince-Édouard, la vallée du Don s'élargit et le paysage environnant passe de la broussaille industrielle le long des voies à la nature sauvage urbaine. Des chemins de terre sont parfois parallèles aux voies ou les traversent lorsque le train longe la rivière Don, et le feuillage dense peut faire oublier que la ligne se trouve en ville. Les seuls signes de civilisation visibles depuis le train sont le pont Leaside, des aperçus de la Don Valley Parkway et le pont d'Eglinton Avenue.
Le train suit les méandres de la rivière Don au-delà d'Eglinton, puis s'oriente vers le nord-nord-ouest, émergeant lentement de la vallée à l'approche de York Mills Road. On aperçoit de plus en plus de bâtiment au loin, principalement commerciaux et industriels, mais parfois aussi des résidences. Le train plonge sous l'autoroute 401 et s'arrête à la gare d'Oriole, où GO Transit partageait autrefois avec le train Northlander d'Ontario Northland, mais plus maintenant.
Après avoir quitté Oriole, la subdivision Bala traverse et longe à nouveau la vallée du Don, mais de façon moins spectaculaires qu'auparavant. La ligne longe des développements résidentiels entre Sheppard et Finch. Après avoir traversé Finch Avenue, le train s'arrête à la gare d'Old Cummer.

## Histoire

### Canadian Northern
La première gare d'Oriole a été construite en 1906 par le Canadian Northern Railway alors que sa construction progressait vers le sud en direction de Toronto. À l'origine, la gare avait été nommée Duncan, en l'honneur du propriétaire précédent, William Duncan. Il s'agissait d'une structure à ossature de bois à deux étages, suivant un modèle standard du « type 3 », largement utilisé par le Canadian Northern dans les zones rurales de son réseau. Le deuxième étage aurait abrité le local d'habitation de l'agent de la gare, ce qui était une solution plus économique que de construire des logements séparés. Le premier train est arrivé à Oriole en novembre 1906, mais cette section de la ligne avait été construite séparément du reste du réseau du Canadian Northern, situé principalement dans les provinces des Prairies. Le service direct vers l'ouest a commencé en 1915, lorsque les derniers 540 milles entre Ruel et Port Arthur ont été achevés.
En 1916, le Canadian Northern a construit une liaison de 4 kilomètres entre Duncan et le Canadien Pacifique à Leaside. À l'origine, cette liaison faisait partie d'un projet de connexion à la gare de North Toronto, qui venait d'être achevée, dans l'espoir d'y offrir un service de transport de passagers. Ce projet ne s'est jamais concrétisé, et la connexion a plutôt été utilisée pour rejoindre les ateliers de la Eastern Lines du Canadian Northern après sa construction en 1919. À ce moment-là, le Canadian Northern avait des problèmes financiers et avait été nationalisé par le gouvernement fédéral. Il a été officiellement fusionné avec le Canadien National nouvellement formé en 1923, et le nom de la gare a été changé de Duncan à Oriole à peu près à la même époque.

### Canadien National
En 1938, la gare originale du Canadian Northern a été remplacée par un petit abri servant de bureau de commande des trains et d'arrêt sur demande, du côté sud de York Mills Road. La gare originale a été éloignée des voies ferrées et convertie en maison de section pour les employés. Avec l'augmentation de la popularité des automobiles entre le début et le milieu du XXe siècle, le nombre de passagers a commencé à diminuer et le service a été réduit en conséquence. Au total, sept trains s'arrêtaient à Oriole par jour en 1953, et ce nombre a été réduit à cinq par jour en 1955. Cette année-là, l'abri a été déplacé sur le côté nord de York Mills Road. La gare a été fermée aux passagers en 1960, mais le bureau de commande des trains a continué à fonctionner jusqu'en 1978. La gare d'origine est demeurée une gare de section jusqu'à sa démolition en 1987, date à laquelle elle était le dernier exemple de gare de type 3 du Canadian Northern en Ontario.

### GO Transit
Le service sur la ligne Richmond Hill de GO Transit a débuté le 1er mai 1978. Ce matin-là, trois trains partaient de la gare de Richmond Hill vers le sud, s'arrêtant à Langstaff, Old Cummer et Oriole avant de terminer leur parcours à la gare Union de Toronto. Le soir, trois trains retournaient vers le nord à Richmond Hill. Cette ligne était le premier service de GO Train à desservir les communautés en développement au nord de la métropole de Toronto, mais pas le premier train de banlieue à circuler au nord de la ville.
La ligne Richmond Hill a mis du temps à se développer. Au départ, trois trains assuraient le service, et un quatrième a été ajouté peu de temps après, avec un départ en direction d'Union le matin et un départ l'après-midi. Ce service a été ramené à trois trains en 1996, en raison de la faible fréquentation. Une grève de la TTC en avril 1999 a contraint GO à réorganiser ses horaires afin d'assurer quatre départs vers Toronto sans augmenter le nombre de rames en service. Découvrant qu'elle pouvait offrir quatre trains quotidiens à peu de frais supplémentaires, GO Transit a décidé de rendre permanent ce quatrième train restauré le 26 avril 1999. Cette décision a été suivie par l'ajout d'un cinquième départ en direction de Richmond Hill le 1er mai 2000.
Au tournant du millénaire, lorsque la ligne de métro Sheppard était en construction, des propositions ont été faites pour déplacer la gare d'Oriole vers le nord, à 500 mètres de son emplacement sous l'autoroute 401, pour la rapprocher de la station Leslie. La proposition n'a jamais été mise en œuvre et la liaison entre la station de métro et la gare se fait désormais par une longue passerelle.
Le service de Richmond Hill a continué à fonctionner et à se développer lentement. Après une décennie d'exploitation stable, un nouveau train d'après-midi a été ajouté le 7 janvier 2013, partant de la gare Union à 15h10 et arrivant à Richmond Hill à 15h52. Un cinquième train du matin a été ajouté le 8 avril 2013, partant de Richmond Hill à 9h20 et remplaçant un certain nombre de trains-bus de milieu de la journée.

## Service des voyageurs

### Accueil
La gare d'Oriole est une gare sans personnel. Elle est équipée d'automates pour l'achat de titres de transport, certains permettant également une recharge de la carte Presto. Elle est équipée de téléphones payants, d'une salle d'attente, et d'un abri de quai chauffé. Elle est accessible en fauteuil roulant.

Installations
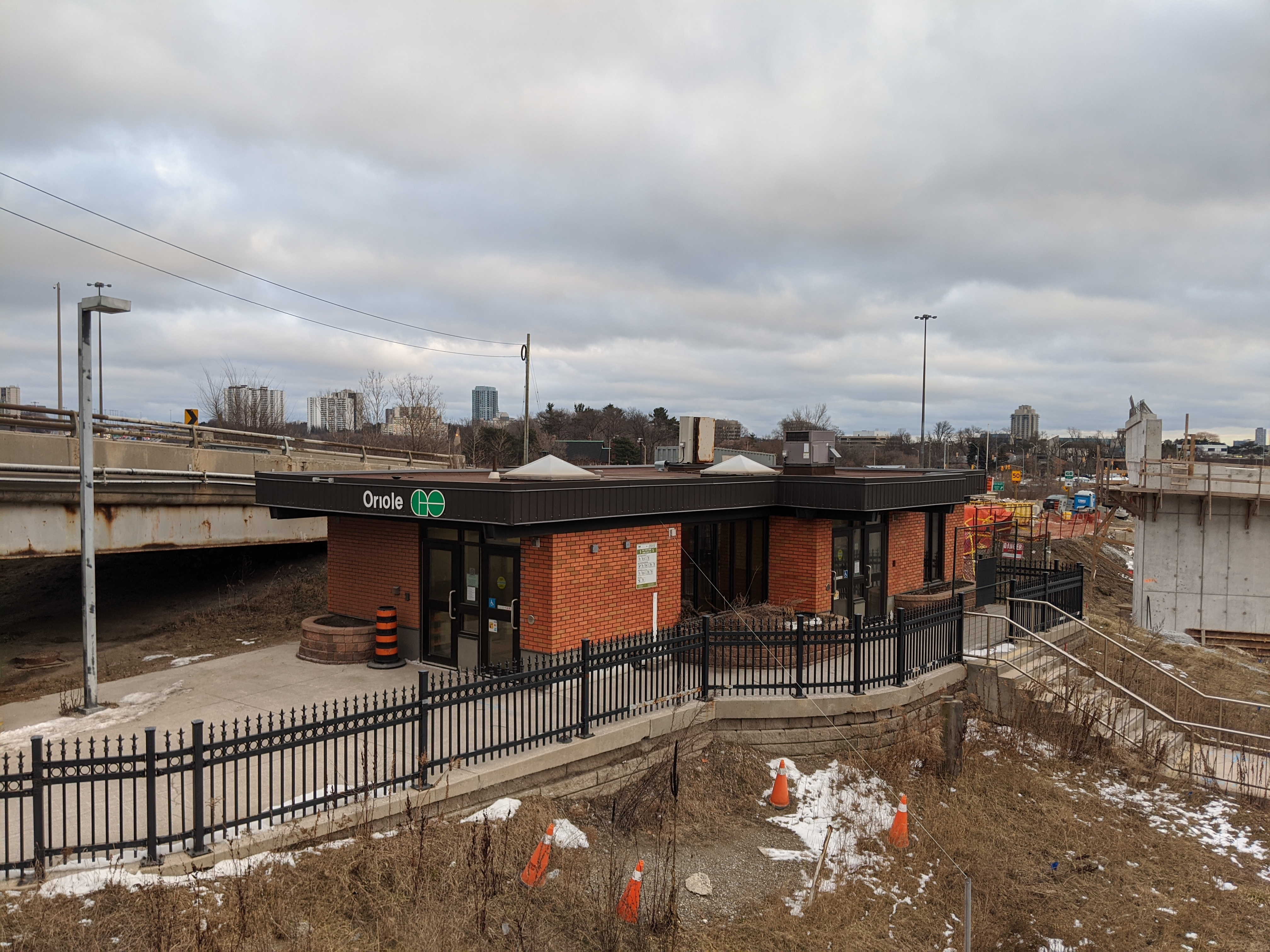
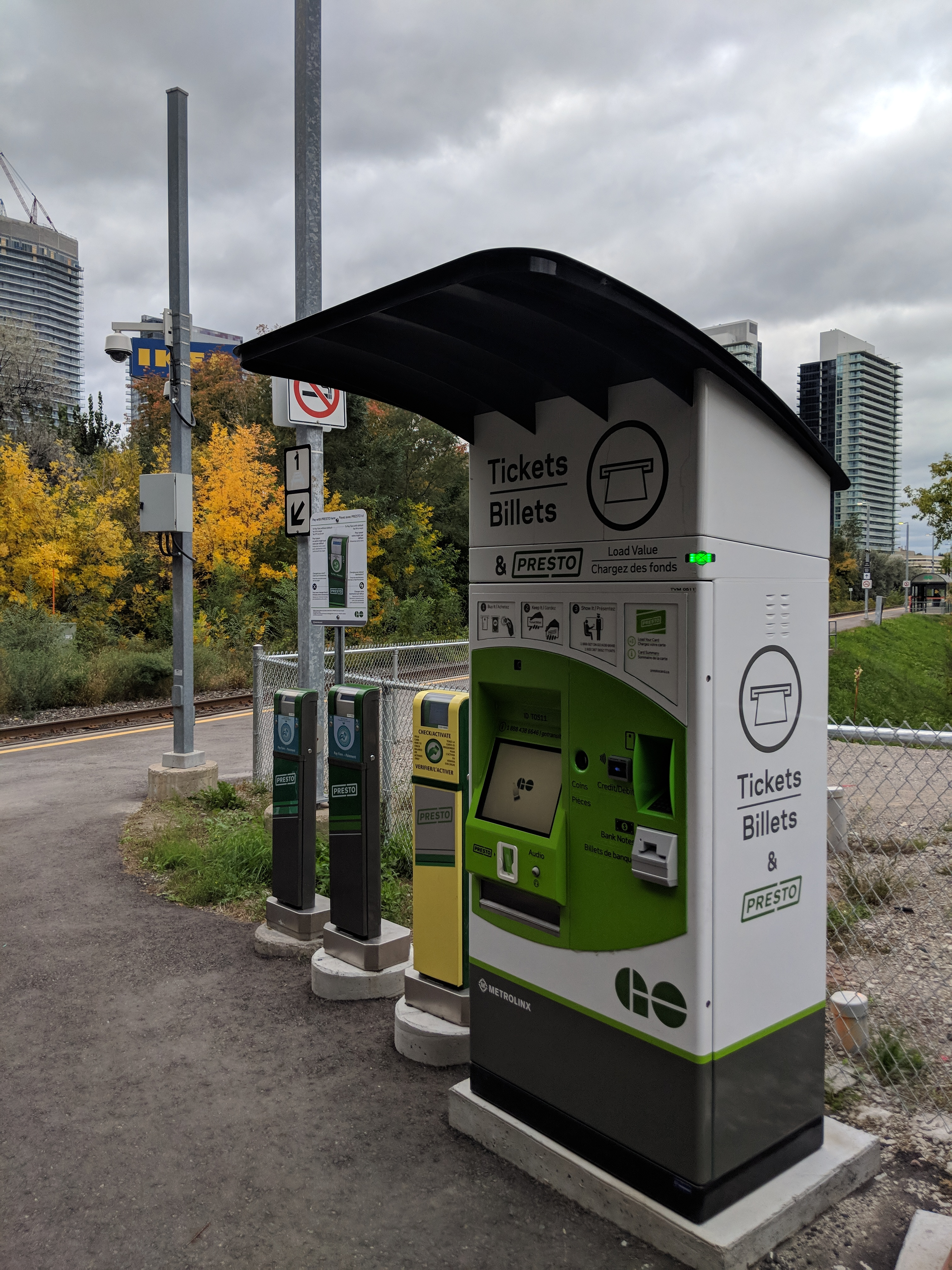
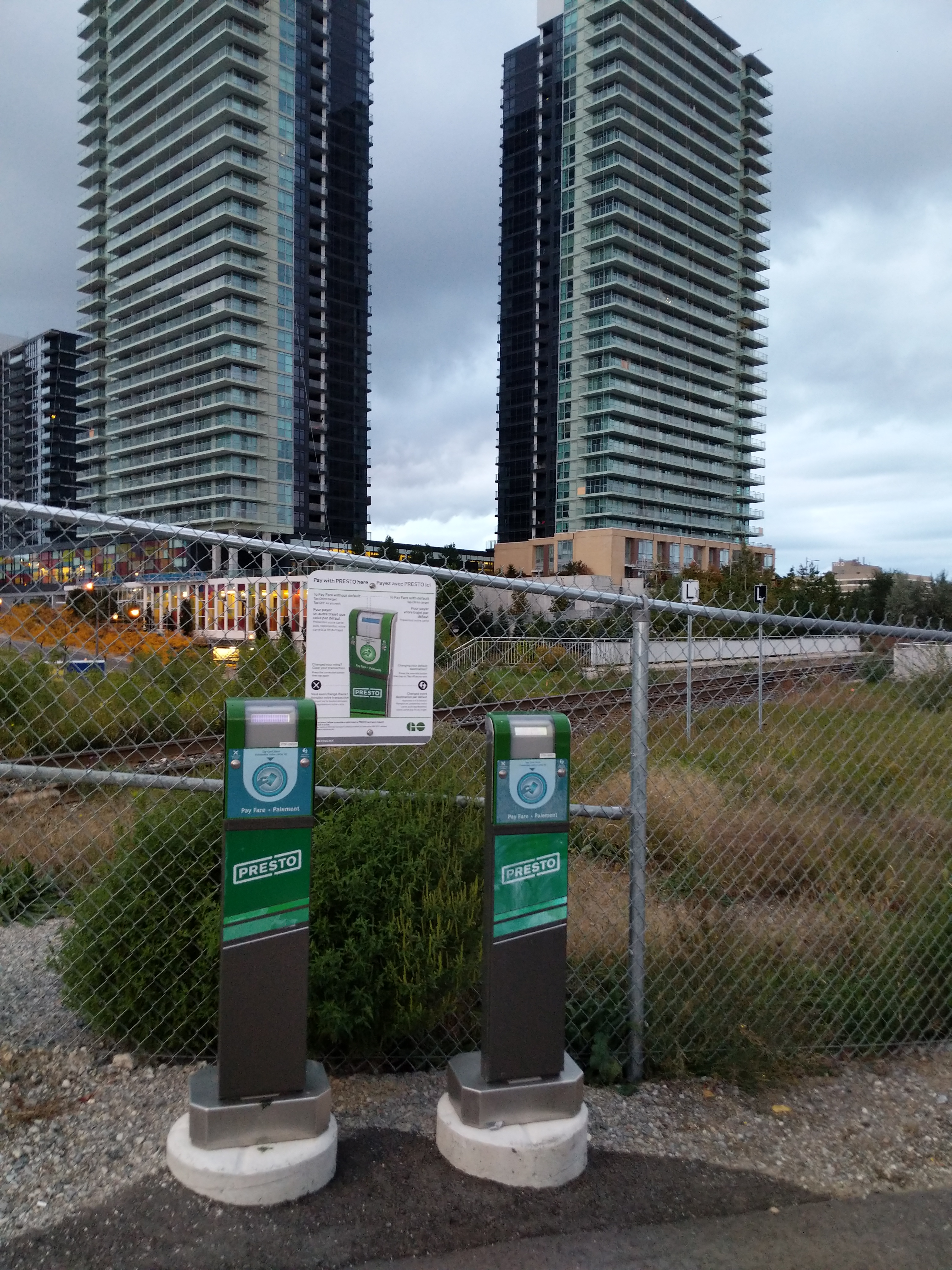

### Desserte
À partir du 7 janvier 2023, trois trains de Bloomington s'arrêtent à cette gare vers la gare Union de Toronto pendant la période de pointe du matin, et quatre trains de Union s'arrêtent à cette gare vers Bloomington pendant la période de pointe de l'après-midi. En dehors des heures de pointe, aucun service n'est disponible à cette gare, et les passagers se dirigeant vers le centre-ville de Toronto ou Richmond Hill doivent emprunter la TTC et/ou la YRT.

Installations et desserte
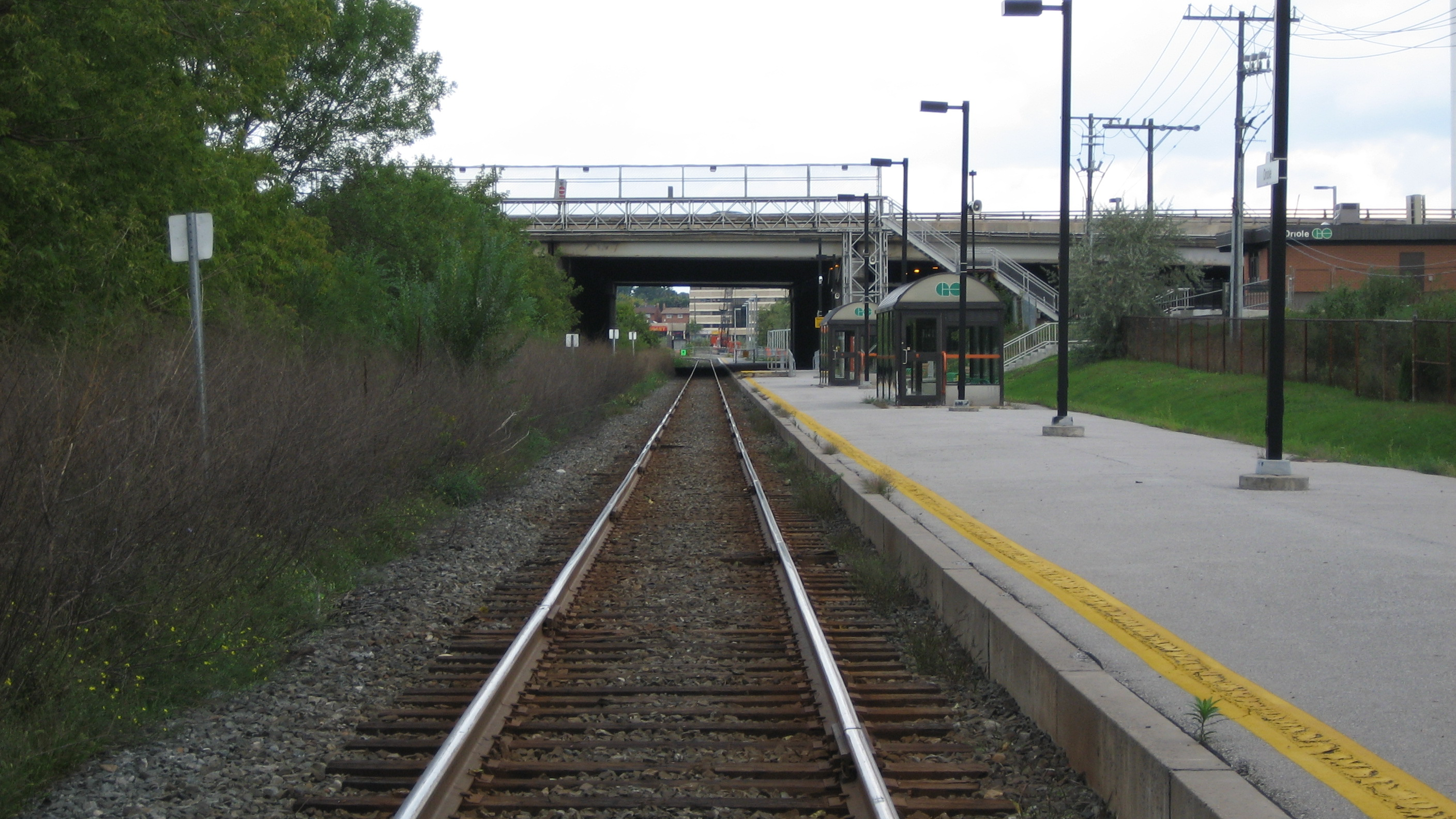
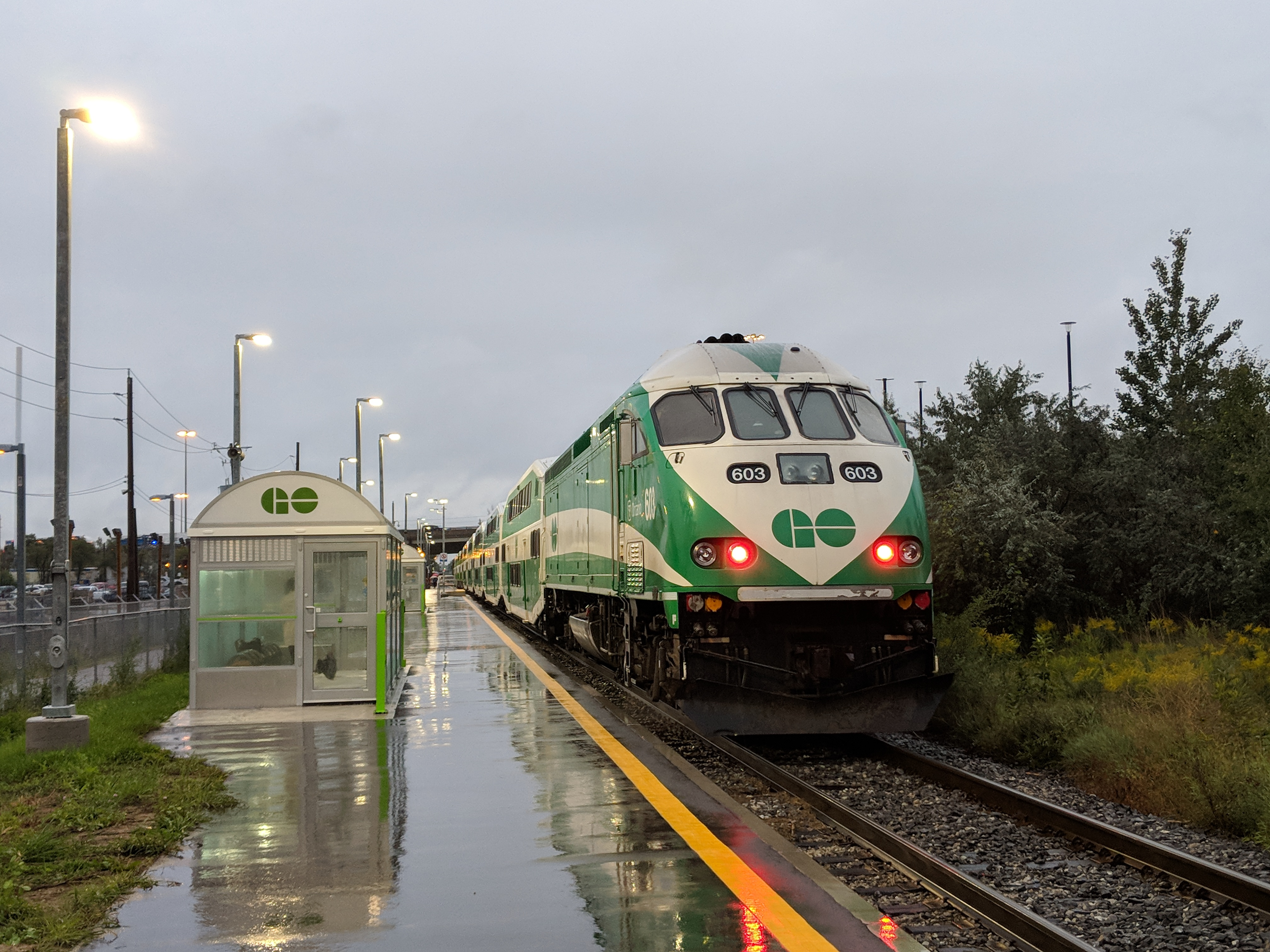
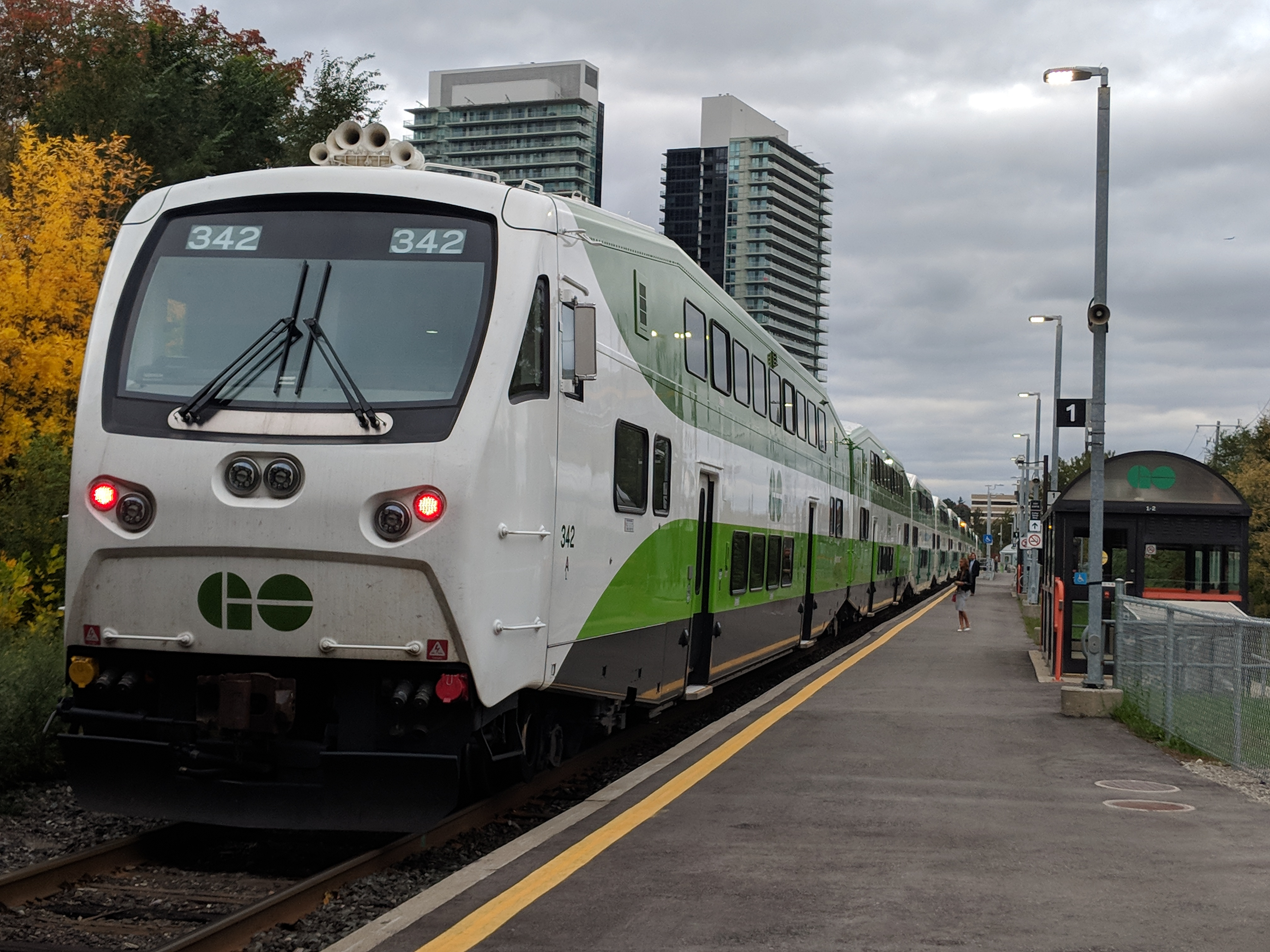

### Intermodalité
Elle dispose d'un stationnement incitatif avec une zone réservée au covoiturage et un parc relais.

#### Commission de transport de Toronto
Une entrée sans personnel de la station Leslie de la ligne 4 Sheppard du Métro de Toronto est située à environ 500 mètres au nord de la gare par la rue Old Leslie.
La gare est également desservie par des autobus de la TTC suivantes :
- 51 Leslie (tous les jours, arrêt sur Leslie Street au sud de l'Hôpital général de North York)
  - Direction sud vers la station Eglinton
  - Direction nord vers Steeles Avenue via la station Leslie
- 85 Sheppard East (tous les jours, arrêt sur Sheppard Avenue à Old Leslie Street)
  - Direction est vers la station Don Mills, le Zoo de Toronto, Meadowvale Road et la gare de Rouge Hill (la correspondance est souvent nécessaire pour continuer au-delà de la station Don Mills)
  - Direction ouest vers la station Sheppard-Yonge
- 115 Silver Hills (tous les jours, arrêt sur Woodsworth Road à Northey Drive)
  - Direction ouest vers la station York Mills
- 385 Sheppard East (bus de nuit, arrêt sur Sheppard Avenue à Old Leslie Street)
  - Direction est vers Meadowvale Road
  - Direction ouest vers la station Sheppard-Yonge

Aucun rabais de correspondance n'est offert entre GO Transit et la TTC, et les passagers doivent payer les tarifs respectifs séparément.

## À proximité
- Ikea North York
- Hôpital général de North York
- Parc Havenbrook
- Collège canadien de médecine naturopathique